# 모지스 스톰

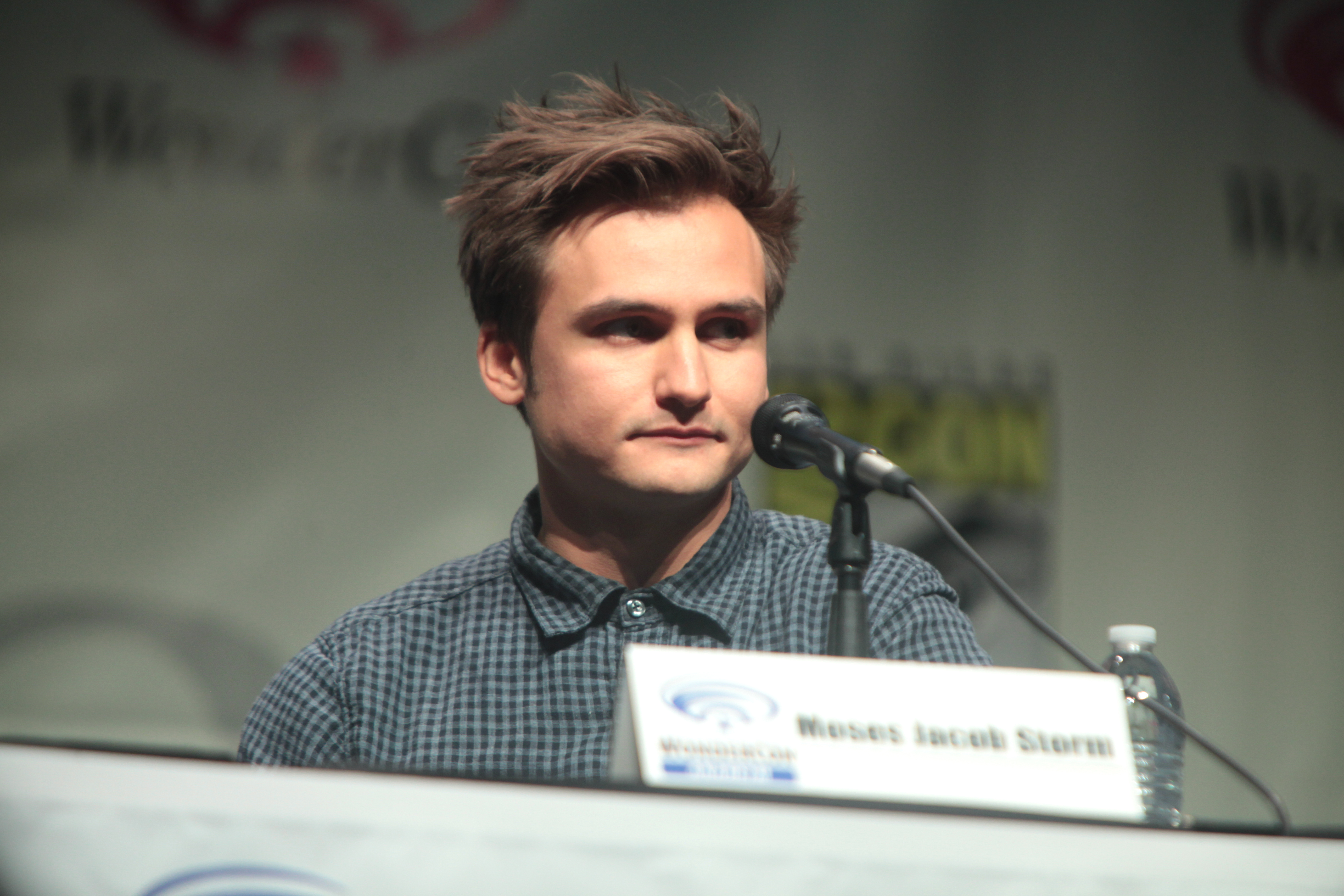

모지스 스톰(영어: Moses Storm, 1990년 5월 6일 ~ )은 미국의 배우 겸 각본가이다.
캘러머주에서 태어났다.

## 영화
- 언프렌디드: 친구삭제 (2014년) - 미치 러셀 역